# Antonia López González
Antonia López González (Guareña, (Badajoz), n.1967) 
Antonia López González, la doctora Amazonas, es una de esas mujeres capaces de mover montañas y que hacen del mundo un lugar mejor. Nacida hace 54 años en un pueblo de Badajoz, Guareña, que le ha dedicado una calle y la ha nombrado hija predilecta.  Estudió la carrera de Medicina en la Universidad de Extremadura. Médica, Medalla de Extremadura (2002), investigadora de enfermedades tropicales, especialmente de la enfermedad de Jorge Lobo o lobomicosis. Firme candidata al premio Princesa de Asturias en la categoría de cooperación internacional. 
Esta dedicación por los más necesitados le hizo abandonar sin dudar un futuro encarrilado para ejercer la medicina en una zona muy pobre e insalubre. Cooperante responsable y fundadora de la ONG Comité IPARANGA de atención primaria de enfermos en la región del Amazonas, en Brasil e investigación de las enfermedades tropicales. El equipo de médicos y sanitarios atiende dentro de un barco hospital que se desplaza por el  río Purús, en el Amazonas, para poder acceder a los poblados. Ha conseguido crear un equipo de 342 agentes de salud con voluntarios, ayudas y subvenciones externas, todos nacidos en la región y formados gracias a becas de estudio que las ha permitido ir a la Universidad del Estado de Amazonas. 
Es también una abanderada de la teoría de la patología social, que sostiene que la mejora de la calidad de vida de las personas más vulnerables exige una mejora previa de sus condiciones sociales y medioambientales.  
Antonia López ha sido directora de la revista Leucemia de la Facultad de Medicina de la Universidad de Extremadura (1987-1990). Ponente de numerosos seminarios y congresos internacionales sobre enfermedades tropicales.
Su dedicación a la labor humanitaria, comprometida socialmente añadido a su visión científica e investigación le ha llevado a publicar un libro sobre enfermedades dermatológicas tropicales olvidadas, de rango endémico en la región amazónica, dicho libro está sirviendo de guía para agentes de salud de la región, siendo actualmente referencia internacional.
Es conferenciante habitual en congresos, seminarios y reuniones sobre enfermedades tropicales en foros nacionales e internacionales. Fue Presidenta de la Candidatura al Parlamento Europeo de la Agrupación de estudiantes de medicina del Estado español en el año mil novecientos ochenta y siete. 
Aparte de la Medalla de Extremadura 2002, ha recibido otros reconocimientos honoríficos como: Premio Cooperação e solidariade de AFA-Prelazia-Brasil-2002, Premio de cooperación internacional Derechos Humanos de Extremadura-2007, Premio de cooperación Enclave-92 USINA COSMOPOLIS-Brasil, Premio Culturas 2001 Comité Extremeño contra el racismo, la xenofobia y la intolerancia. Medalla de oro del Colegio de Médicos de Badajoz, 2014

## Estudios y formación
Experta en P.C.I.S. (Abreviatura de Patient Care Information System del Servicio de Salud de los Nativos Americanos). Es médico especialista en Medicina tropical, técnica especialista en programas de salud para la cooperación al desarrollo, técnica de programas de formación en procesos de toxicomanías, máster en drogodependencias y SIDA, especialista en Hanseniología (Lepra) por el Instituto de Dermatología Tropical e Veneralogía “Alfredo da Mata” del Estado de Amazonas de Brasil, médica visitante del mismo y técnica en fitoterapia.
Denominada idealista desde adolescente, siempre tuvo una visión política marcada por la justicia social e igualdad de derechos en la lucha por la supervivencia, siendo así Presidenta de la Candidatura al Parlamento Europeo de la Agrupación de estudiantes de medicina del Estado Español en el año 1987, y Presidenta, vicepresidenta y secretaria de sanidad social de la Asociación de Universitarios de Extremadura (UNEX), durante los años 1987-1992.

## Proyectos
Antonia López González ha desarrollado actividades de formación y participación social de las que hay que resaltar, su participación en las Jornadas Iberoamericanas de Medicina (Cáceres 1991), ha obtenido el Diploma de formación en procesos de intervención social en el Congreso de Jóvenes contra la intolerancia (León 1989), autora del primer curso de formación de mediadores en procesos de toxicomanías (Badajoz 1992), ha sido miembro de la Comisión de Drogodependencias del Consejo de la Juventud de Extremadura. Ha colaborado en la unidad de enfermedades Infecciosas del Hospital Infanta Cristina. Además, fue autora y directora de programa de prostitución PROSAP (Badajoz de 1991 a 1994).
Ha sido ponente en Jornadas sobre la educación en el Congreso de AUNEX (1995), ponente en las I jornadas para la cooperación sanitaria y agropecuaria en el Tercer Mundo de la Facultad veterinaria de Cáceres, ponente en el I encuentro de Mujeres Iberoamericanas en Extremadura, ponente en las I Jornadas sobre Mujer y sociedad Internacional celebradas en la Universidad Carlos III de Madrid. 
Otro de los proyectos y uno de los que se siente más orgullosa son las "escuelas de la salud, escuelas de vida", que impulsan la prevención primaria entre los jóvenes "para evitar que las enfermedades condicionen sus vidas".
De su labor como cooperante también hay que destacar la creación del programa de cooperación para la salud HULME en Togo, ha colaborado en los programas en JANELA, ITATINGA, PANTACIÓN DE CAÑA DE AZÚCAR, PAUINI, en el Centro de Saude de Labrea Alfredo Da Mata de la Fundación Nacional de Saude, en el Centro de Capacitación Riu Purús de Iparanga y como coordinadora del programa de Dermatología sanitaria en el amazonas en los municipios de Lábreal, Canutama, Tapauá y Boca do Acre del Instituto de Dermatología Tropical Do Alfredo Da Mata y en el trabajo de orientación sexual y drogadicción en la UNIOESTE (Universidad do Oeste do Estado do Parana).
Es también una abanderada de la teoría de la patología social, que sostiene que la mejora de la calidad de vida de las personas más vulnerables exige una mejora precia de sus condiciones sociales y medioambientales. Esto la ha llevado a defender los derechos de los boias-frias: trabajadora no cualificados sin contrato ni sueldo fijo con jornadas laborales de semi-esclavitud; o a luchas por los derechos de los brasiguaios, nacidos en la triple frontera entre Brasil, Argentina y Paraguay y no tiene ni documentación; y a atender a las mujeres forzadas a venderse en el barrio Itatinga en la ciudad de Campinas, São Paulo, una de las mayores áreas de prostitución de toda América.

## Programa de cooperación IPARANGA.
Su dedicación por los más necesitados le hizo abandonar sin dudar un futuro encarrilado para ejercer la medicina en una zona muy pobre e insalubre, que recorre en barco, visitando a unas 199 comunidades rurales en la región amazónica brasileña del río Purús, uno de los principales afluentes del Amazonas. Lleva trabajando desde hace casi 30 años, creando el programa de cooperación IPARANGA en Brasil y fundando posteriormente la Asociación Comité IPARANGA donde lucha contra el mal de Jorge Lobo o lobomicosis. Esta es una grave enfermedad cuatánea ocasionada por un hongo, como estableció en 1931 el médico brasileño Jorge Lobo, de ahí el nombre. 
Otro de sus enemigos es el mal de Hasen (Lepra), así como la hepatitis negra, malaria, dengue, zika y la verminosis. 
Ha conseguido crear un equipo de 342 agentes de salud con voluntarios, ayudas y subvenciones externas, todos nacidos en la región y formados gracias a becas de estudio que les han permitido ir a la Universidad del Estado de Amazonas. Estos agentes locales, años de afecto y confianza, y el dominio de lenguas indígenas por parte de Antonia López (que también se defiende en portugués, italiano e inglés) hace posible que sea recibida en las aldeas como una lugareña más. 

## Premios y reconocimientos honoríficos.
- Socia de honor de Aunex-1992.

- Socia de honor de la Peña Barcelonista de guareña-2008.
- Socia especial del azulejo de AMICI DI SIENA-Italia-2000.
- Socia honoraria de la Societá Medico-Chirurgica Lucchese de Italia-2004.
- Socia honoraria del colegio de Médicos de Forli Italia-2003.
- Premio Cooperação e solidariade de AFA-Prelazia-Brasil-2002.
- Premio de cooperación internacional Derechos Humanos de Extremadura-2007.
- Medalla Extremadura-2002.
- Socia de honor de la plataforma de voluntariado de Guareña-2004.
- Premio de cooperación Enclave-92 USINA COSMOPOLIS-Brasil.
- Premio Culturas 2001, Comité Extremeño contra el racismo, la xenofobia y la intolerancia.
- Medalla del Colegio de Médicos de Forlí (Italia) en 2004.
- Ciudadanía Honoraria en la ciudad de Foz do Iguaçu, septiembre de 2010.
- Medalla del Colegio de Médicos de Badajoz en 2014.

## Publicaciones.
Fue directora de la revista Leucemia de la Facultad de Medicina de la Universidad de Extremadura (1987-1992). Su dedicación a la labor humanitaria añadido a su visión científica e investigación le ha llevado a publicar un libro sobre enfermedades dermatológicas tropicales olvidadas de rango endémico en la región amazónica. Dicho libro está sirviendo de guía para agentes de salud de la región, siendo actualmente referencia internacional. Su nombre: Atlas de Dermatología Tropical.
Este Atlas es el resultado del trabajo profesional de más de once años en el campo de la Cooperación Internacional Sanitaria que viene desarrollando el Comité Ipiranga en el ámbito de la prevención, tratamiento e investigación de las enfermedades dermatológicas que, con rango casi de pandemia, existen en la región amazónica de Brasil.
El libro se ha ido gestando sobre la base de situaciones concretas en una zona endémica, de la que se carecían de datos concretos sobre la incidencia de estas enfermedades para poder valorarlas y de esta forma combatirlas. Incorpora novedades con respecto a la terapéutica occidental al añadir al tratamiento de cada una de estas patologías la terapéutica chamanista, como una alternativa, en ocasiones, o como una simbiosis, en otras, con respecto a la medicina occidental conocida, este dato otorga a este Atlas un elemento esencial y diferenciador del resto de textos médicos, que han tratado patologías similares.
Las imágenes que aparecen en el libro son fundamentales, siendo éstas inéditas y de interés internacional al ser fuente de descripción pionera en estas formas clínicas cutáneas.
Esta obra fue presentada en mayo del año 2008 en el Palacio de Congresos de Mérida. En 2015 fue digitalizado por la Biblioteca Pública Municipal ‘Eugenio Frutos’ de Guareña para ponerlo a disposición de aquellas personas que quieran consultarlo.